# Sensemaking
El sensemaking o sense-making (donar sentit) és el procés mitjançant el qual les persones donem sentit a l'experiència i al món.
Actualment es relaciona el concepte de sensemaking a diferents àrees del coneixement. Els primers estudis es remunten a l'Dècada de 1970 on destaquen Karl Weick amb els seus estudis d'organitzacions i Brenda Dervin en les ciències de la informació.

## Teoria del sensemaking
La teoria del sensemaking és una de les més citades en les ciències de Documentació i de Comunicació i compta amb una extensa producció científica. Va ser proposada per Dervin, qui la va començar a concebre l'any 1972 tot i que no li va donar el nom actual fins a l'any 1983. El seu objectiu, tant teòric com pràctic, era millorar el disseny de pràctiques i sistemes de comunicació orientats cap a l'usuari. La va situar en tres fases bàsiques:
1. La informació és una eina creada per l'home i orientada a donar sentit a una realitat caòtica.
2. La necessitat d'informació es presenta quan desapareix el sentit donat a aquella realitat i la persona necessita donar-li'n un de nou.
3. A través del sensemaking la persona dona sentit a les coses amb nova informació. Aquest procés es pot repetir sempre que se'n presenti la necessitat.

Segons aquesta teoria, el procés de recerca d'informació es presenta de forma constant i passa per tres moments diferents. Darvin va explicar aquests moments mitjançant la metàfora de Situation-Gap-Use' on la situació (Situation) de temps i espai de l'usuari amb una necessitat informativa es distancia de l'ús de la informació que necessita obtenir i processar (Use) a través d'una escletxa (Gap) o discontinuïtat. L'usuari té la necessitat de superar aquesta escletxa, gràficament representada com un pont que uneix situació i ús. Aquest pont es pot construir a través de les estratègies utilitzades, els valors de la informació percebuts, les preguntes contestades o les idees formades i recursos obtinguts. Més enllà, d'aquesta metàfora neix l'anomenat triangle de sensemaking que utilitza els mateixos conceptes però interconnectats entre ells de manera que es manifesta que el comportament d'un usuari en la seva cerca d'informació és un procés dinàmic i de discontinuïtat constant, amb relacions d'anada i tornada.